# Bisingen
Bisingen est une commune de Bade-Wurtemberg (Allemagne), située dans l'arrondissement de Zollernalb, dans la région Neckar-Alb, dans le district de Tübingen.

## Personnalités liées à la ville
- Frédéric V de Zollern (mort en 1289), comte mort au château de Hohenzollern